# Гоффстаун (Нью-Гемпшир)
Гоффстаун (англ. Goffstown) — місто (англ. town) в США, в окрузі Гіллсборо штату Нью-Гемпшир. Населення — 18 577 осіб (2020).

## Демографія
Згідно з переписом 2010 року, у місті мешкала 17 651 особа в 6068 домогосподарствах у складі 4319 родин. Було 6341 помешкання
Расовий склад населення:
| - 96,6 % — білих - 0,9 % — чорних або афроамериканців - 0,8 % — азіатів - 0,2 % — корінних американців |

До двох чи більше рас належало 1,2 %. Частка іспаномовних становила 1,8 % від усіх жителів.
За віковим діапазоном населення розподілялося таким чином: 19,8 % — особи молодші 18 років, 67,4 % — особи у віці 18—64 років, 12,8 % — особи у віці 65 років та старші. Медіана віку мешканця становила 39,0 року. На 100 осіб жіночої статі у місті припадало 89,7 чоловіків;  на 100 жінок у віці від 18 років та старших — 87,3 чоловіків також старших 18 років.
Середній дохід на одне домашнє господарство  становив 94 502 долари США (медіана — 81 842), а середній дохід на одну сім'ю — 106 013 долари (медіана — 91 692). Медіана доходів становила 69 660 доларів для чоловіків та 48 757 доларів для жінок. За межею бідності перебувало 6,3 % осіб, у тому числі 6,8 % дітей у віці до 18 років та 5,3 % осіб у віці 65 років та старших.
Цивільне працевлаштоване населення становило 9156 осіб. Основні галузі зайнятості: освіта, охорона здоров'я та соціальна допомога — 29,7 %, виробництво — 11,4 %, науковці, спеціалісти, менеджери — 11,1 %, роздрібна торгівля — 10,8 %.